# Bistum Qichun
Das Bistum Qichun (lat.: Dioecesis Chiceuvensis) ist ein römisch-katholisches Bistum mit Sitz in Qichun in der Volksrepublik China.

## Geschichte
Papst Pius XI. gründete die Mission sui juris Hwangchow mit dem Breve Tum ex Delegato  am 18. Juli 1929 aus Gebietsabtretungen des Apostolischen Vikariats Hankow. Sie wurde am 1. Juni 1932 zur Apostolischen Präfektur erhoben. 
Am 27. Januar 1936 wurde sie mit der Bulle Quidquid catholico zum Apostolischen Vikariat erhoben, nahm den Namen Apostolisches Vikariat Kichow an und integrierte einen Teil des Territoriums des Apostolischen Vikariats Anking. Mit der Apostolischen Konstitution Quotidie Nos wurde es am 11. April 1946 zum Bistum erhoben.

## Ordinarien

### Apostolischer Superior von Hwangchow
- Ruggero Raffaele Cazzanelli OFM (30. April 1930 – 1. Juni 1932)

### Apostolischer Präfekt von Hwangchow
- Ruggero Raffaele Cazzanelli OFM (1. Juni 1932 – 27. Januar 1936)

### Apostolischer Vikar von Kichow
- Ruggero Raffaele Cazzanelli OFM (27. Januar 1936–1941)

### Bischof von Qichun
- Orazio Ferrucio Ceol OFM (10. Juni 1948–1983)